# Alps Denki

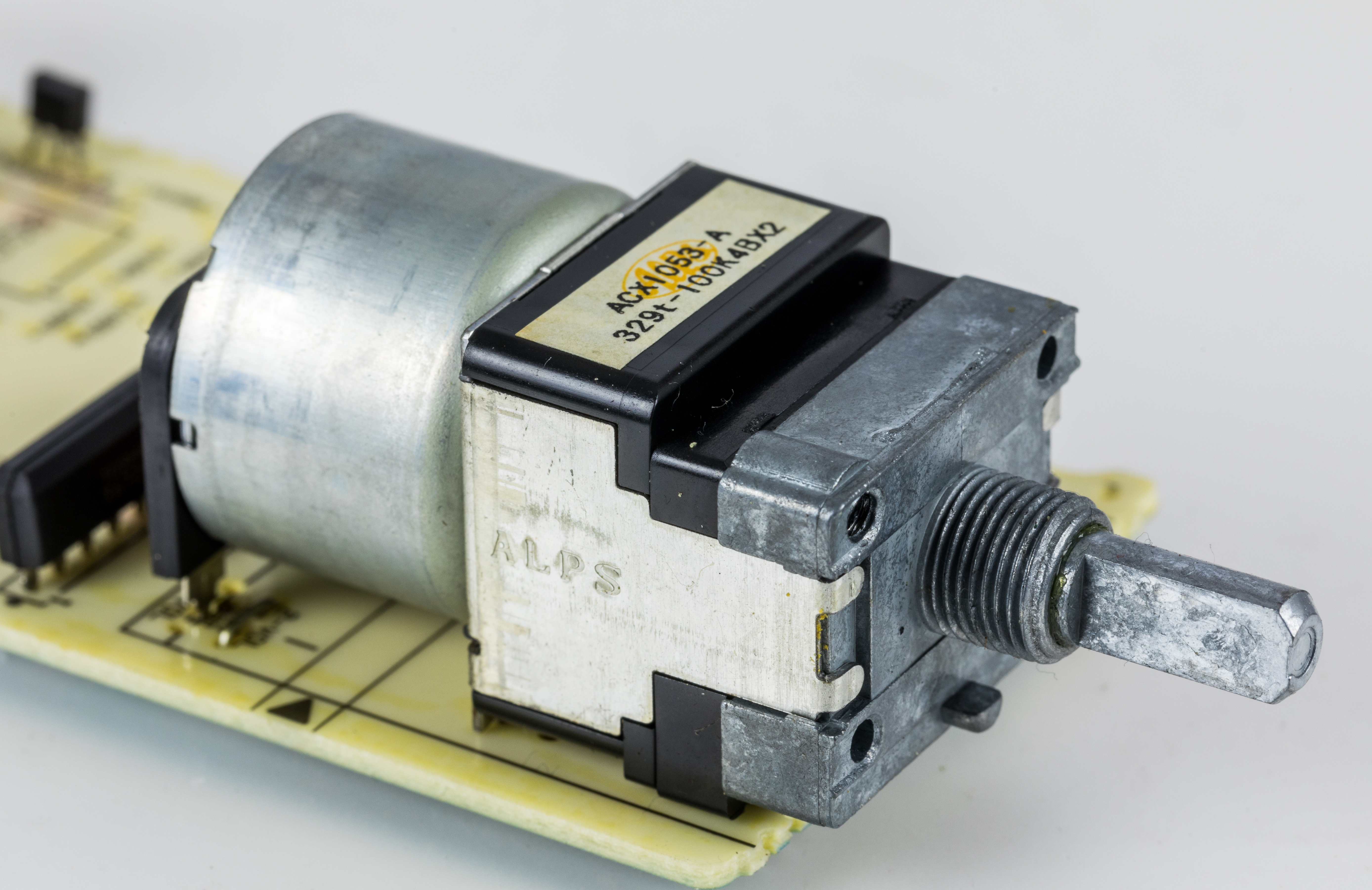
Ein motorgesteuertes Potentiometer von Alps Electric

Alps Denki K.K. (jap. アルプス電気株式会社, Arupusu denki kabushiki kaisha, engl. Alps Electric Co., Ltd.) ist ein japanisches Unternehmen mit Firmensitz in Tokio.

## Beschreibung
Das Unternehmen ist im Aktienindex Nikkei 225 gelistet. Alps stellt Bauteile, Module und Geräte in der Elektronikbranche für die Konsumgüter- und Automobilindustrie her.
Das Unternehmen ist in folgende Geschäftsbereiche unterteilt:
- Automotive: On-board Electronics
- Home, Mobile and Industry: Schalter, Potentiometer, Sensoren u. a.
- Mechatronics, Materials and Process: Produktionstechnik

Das Tochterunternehmen Alpine stellt Autoradios, Lautsprecher, Verstärker und Navigationssysteme für Fahrzeuganwendungen her.
Alps-Taster sind aus höherwertigen mechanischen Computertastaturen bekannt; diese wurden häufig nachgebaut bzw. in Lizenz hergestellt, werden jedoch derzeit nicht mehr von Alps produziert.

## Geschichte
Das Unternehmen wurde am 1. November 1948 unter dem Firmennamen Kataoka Denki K.K. (片岡電気株式会社) gegründet.
In den 1980er-Jahren enthielten eine Vielzahl von Druckern Mechanik von Alps. So etwa der Atari 1020, der Commodore 1520 und der Sharp SP 400, um nur einige zu nennen.

## Galerie

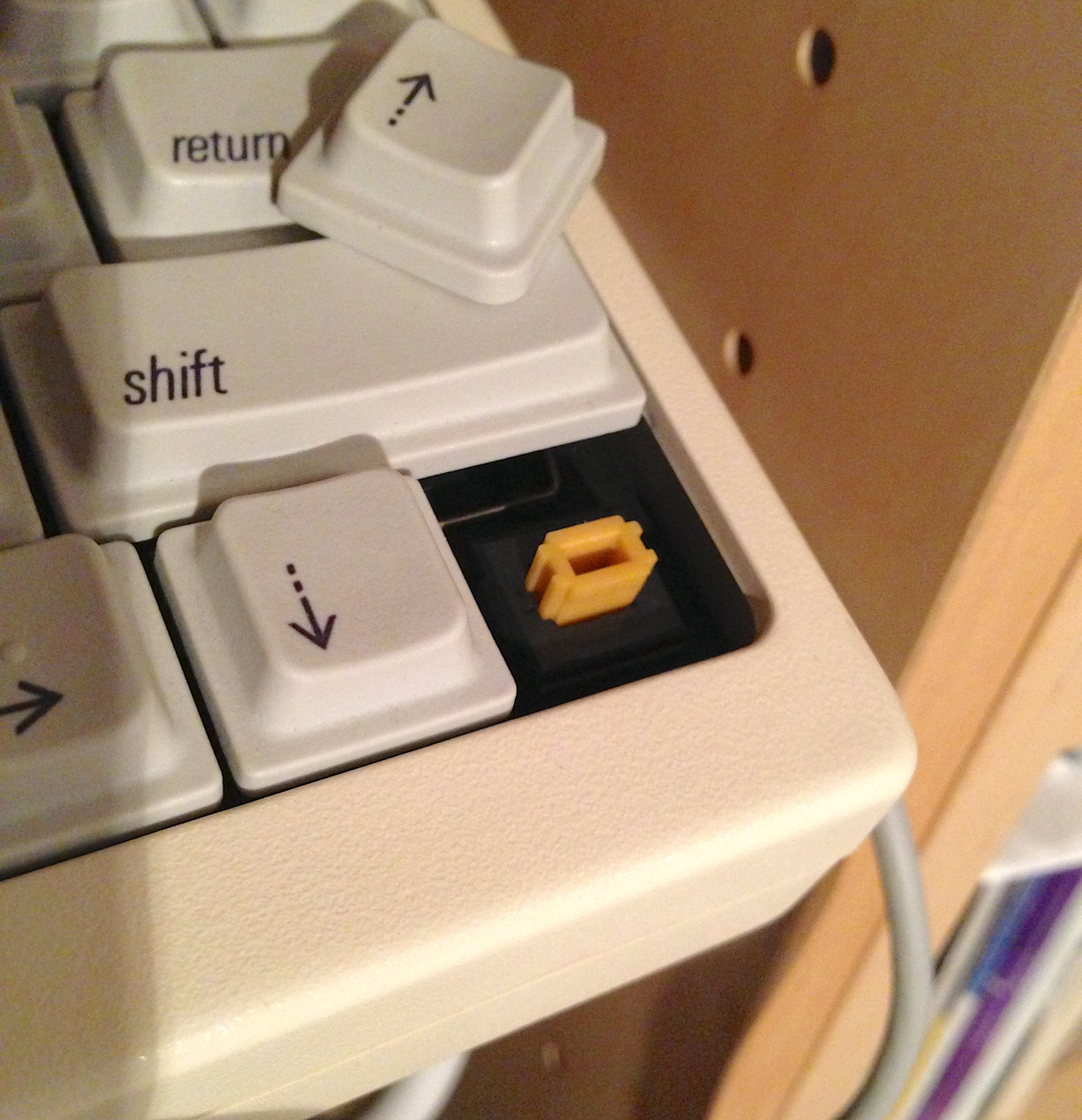
Taster Alps taxi yellow in einer Apple-IIc-Tastatur
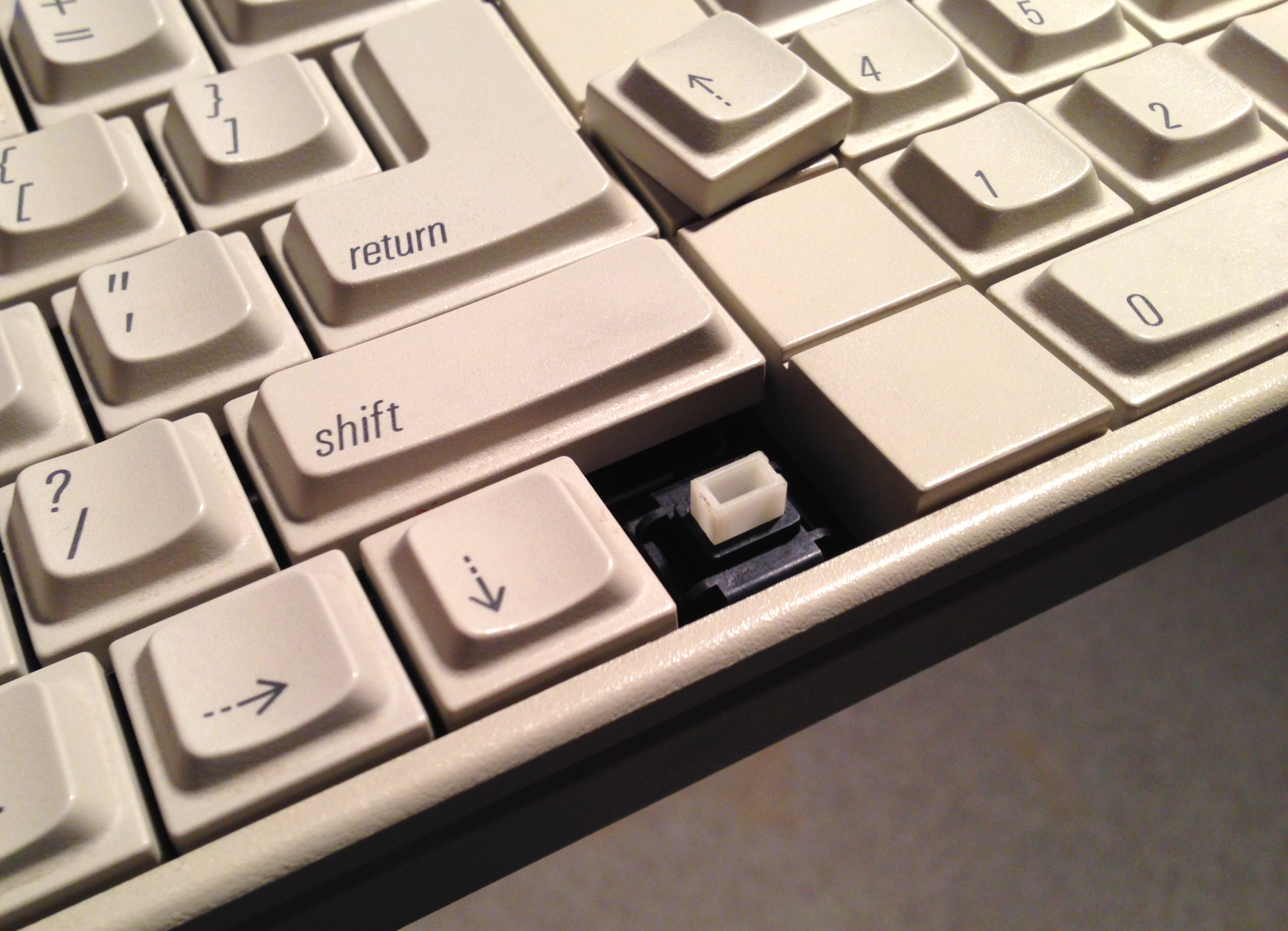
Taster Alps white in einer Apple-IIgs-Tastatur
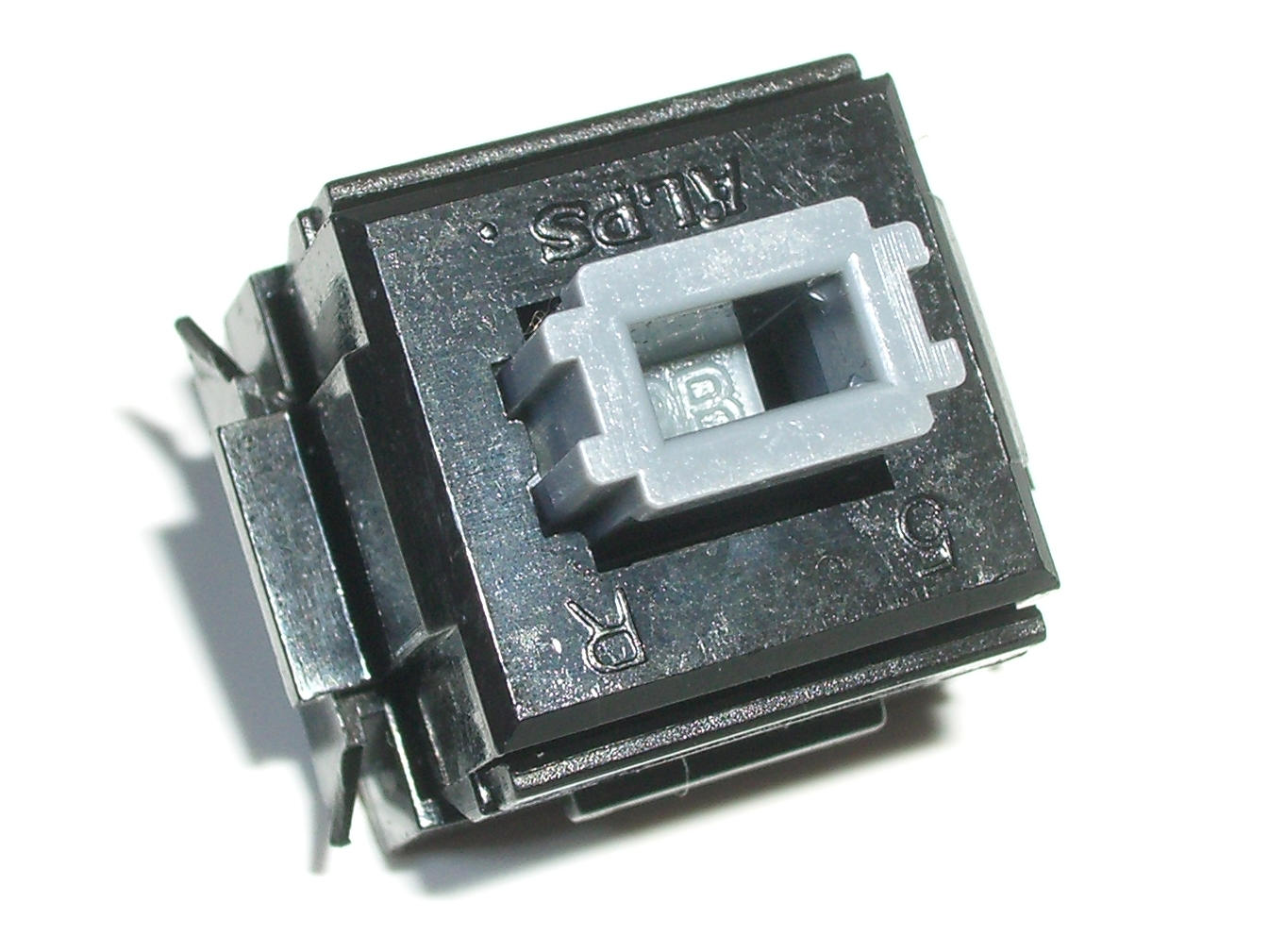
Taster Alps SKBM Grey; oft in PC-Tastaturen verbaut
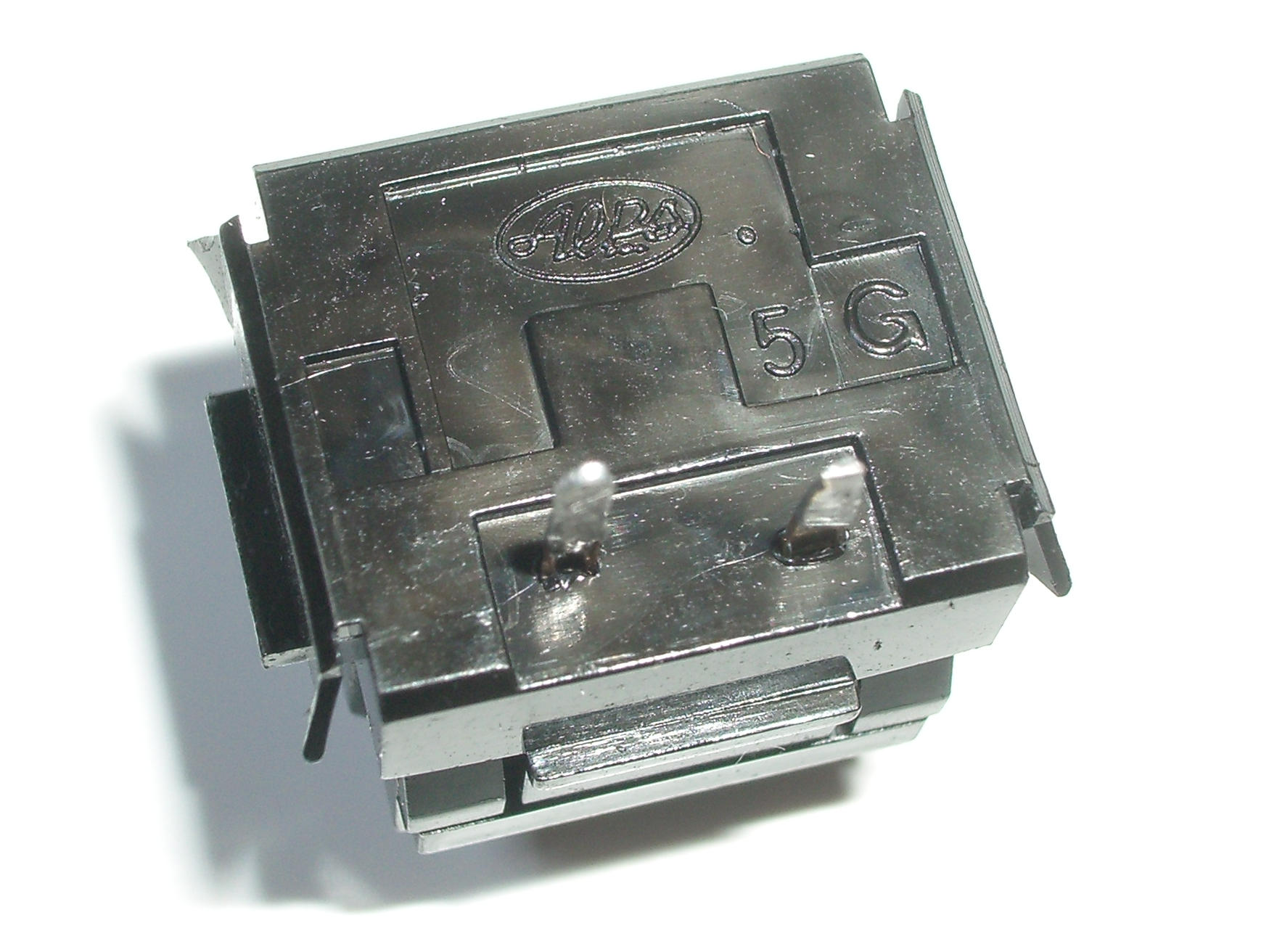
Rückseite mit altem Logo
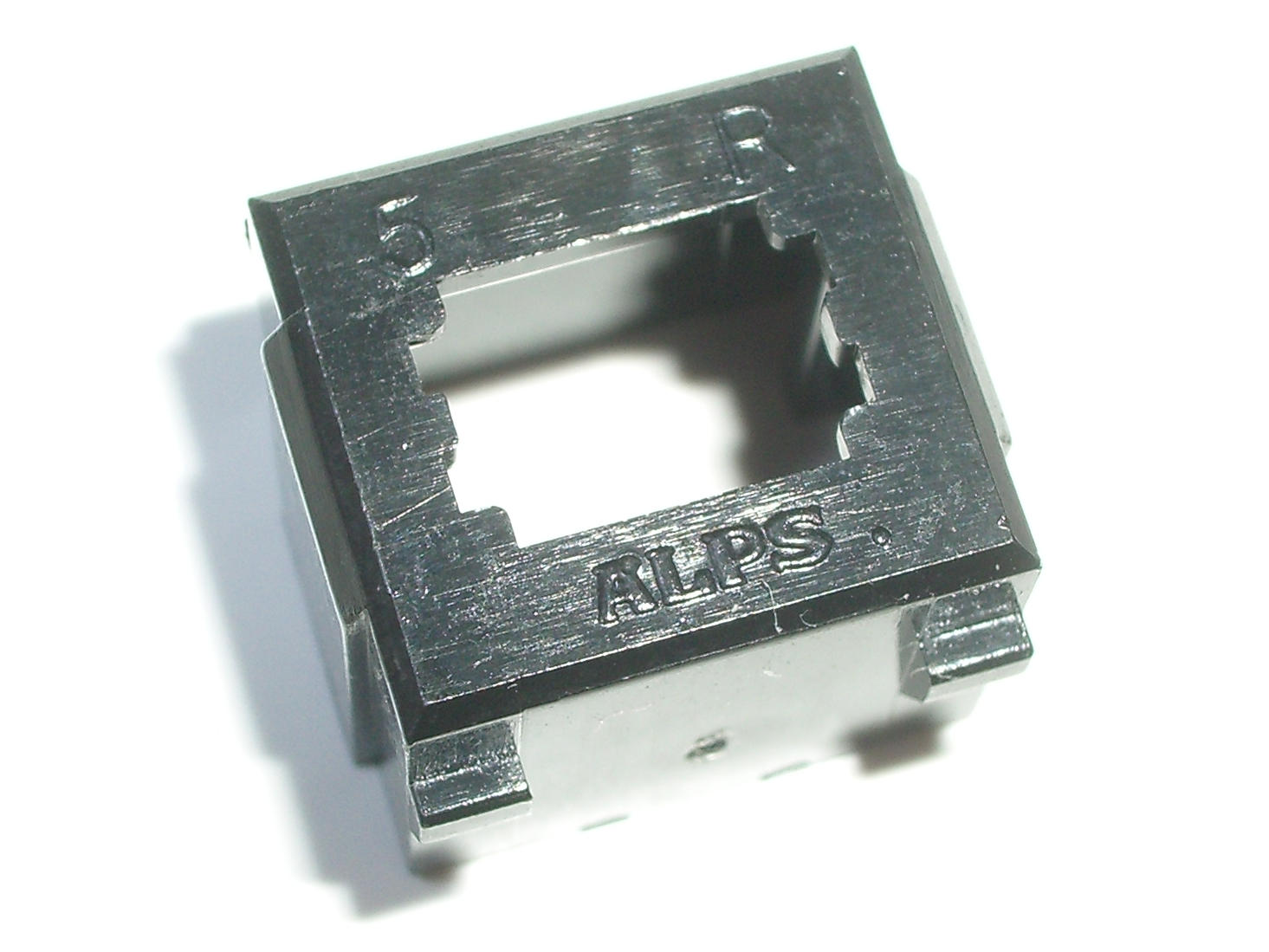
Alps-SKBM-Grey-Gehäuse mit heutigem Logo
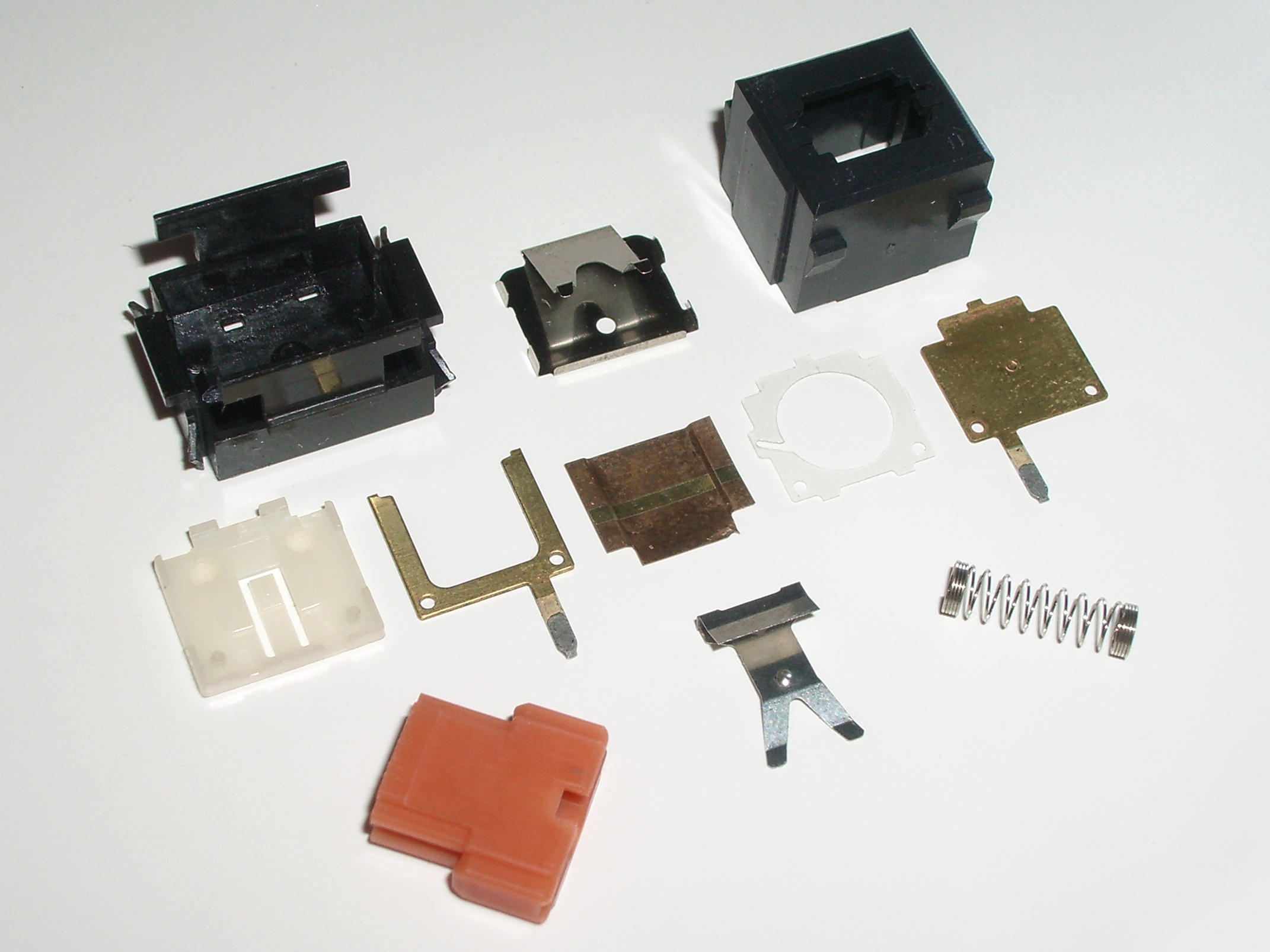
Taster Alps SKCM Orange, vollständig zerlegt